# Top Model (chương trình truyền hình Pháp)
Top Model là một chương trình truyền hình thực tế ở Pháp loạt dựa trên America's Next Top Model.

## Tóm tắt chương trình

### Thử thách
Những thử thách thường tập trung vào một yếu tố quan trọng đối với người mẫu. Một giám khảo khách mời, người duy nhất cho mỗi tập phim, đánh giá các thí sinh và quyết định người chiến thắng của thử thách và sẽ nhận được một giải thưởng cho chiến thắng. Người chiến thắng sau đó được phép cho phép thí sinh khác nhận được phần thưởng tương tự nhưng ít hơn, trong khi những người khác không được nhận gì cả.

### Buổi đánh giá và loại trừ
Dựa vào thành tích của thí sinh trong cuộc thi tuần, chụp ảnh và thái độ nên ban giám khảo đã cân nhắc và quyết định cô gái nào phải rời khỏi cuộc thi. Một khi các giám khảo đưa ra quyết định của họ, thí sinh đã được gọi trở lại phòng. Người dẫn chương trình đã gọi tên của từng thí sinh để thông báo rằng họ sẽ được ở lại hay ra về, ban giám khảo sẽ đưa lại quyển portfolio cho người được ở lại.

## Các mùa
| Mùa | Phát sóng            | Quán quân    | Á quân             | Các thí sinh theo thứ tự bị loại | Tổng số thí sinh |
| --- | -------------------- | ------------ | ------------------ | --- | ---------------- |
| 1   | 5 tháng 7 năm 2005   | Alizée Sorel | Emmanuelle Montaud | Alexandra, Audrey Pillot, Blyvy Makasi, Nausicaa Rampony, Maude & Marie Nedjar & Lucie Doublet, Binti Bangoura & Marlène Rabinel, Karen Nicolini                                                                                      | 12               |
| 2   | 29 tháng 10 năm 2007 | Karen Pillet | Charlie Gaffarel   | Anna Jacobe (dừng cuộc thi) & Anne-Sophie Acker (dừng cuộc thi), Alice Cournille, Cynthia Lancien, Léa Peyruse-Boroffka, Stéphanie Lupter, Anaïs Monory, Alina Herzegova, Julie Ricci, Célia Nicolas & Laura Milazzo, Agnès Bouréalis | 14               |